# Кубок европейских чемпионов по пляжному футболу 2013
Первый Кубок европейских чемпионов — это турнир по пляжному футболу, который прошёл на двух полях стадиона UMPI Smart Beach Arena, расположенного на курорте Ривьера делле Пальме в Сан-Бенедетто-дель-Тронто, Италия с 15 — 19 мая 2013. Турнир собрал большинство клубов-чемпионов национальных чемпионатов по пляжному футболу Европы, так же как Лига чемпионов УЕФА.

## Участвующие команды
Двадцать команд подтвердили своё участие в первом турнире:
| - Баку - БАТЭ - Сандаун Сосьедад - Монредон Бонневен - Кефаллиниа | - Голдвин Плюс - Фалфала Кфар Кассем - Террачина - Самбенедеттезе - Виареджо | - Крейсс - Лексмакс - Эгмонд - Грембах Лодзь - Белененсиш | - Локомотив - Химнастик - Грассхоппер - Бешикташ - Гриффин |

## Формат и жеребьевка
Первый Кубок европейских чемпионов по пляжному футболу прошёл в Сан-Бенедетто-дель-Тронто, Рив делле Пальме, который расположен в Асколи, Италия c 15 по 19 мая 2013 года. На этом турнире участвуют чемпионы в различных официальных национальных лиг со всего Старого континента, в соревновании приняли участие 18 различных стран.
На первом этапе, в восемнадцать чемпионов официально проводимых пляжных футбол национальных чемпионатов, плюс хозяева турнира и итальянская команда занявшая второе место были распределены на пять групп, для борьбы за лидерство в группе группы.
Только лидеры групп и три лучшие команды занявшие второе место имеют право принять участие в четвертьфинале.
| ГРУППА A            | ГРУППА B          | ГРУППА C     | ГРУППА D         | ГРУППА E      |
| ------------------- | ----------------- | ------------ | ---------------- | ------------- |
| Самбенедеттезе      | Лексмакс          | Голдвин Плюс | Гриффин          | Террачина     |
| Фалфала Кфар Кассем | Белененсиш        | Кефаллиниа   | Виареджо         | Грембах Лодзь |
| Локомотив           | Монредон Бонневен | БАТЭ         | Грассхоппер      | Крейсс        |
| Химнастик           | Бешикташ          | Эгмонд       | Сандаун Сосьедад | ФК Баку       |

## Стадион
Стадион, на котором были сыграны все игры, называется УМПИ Смарт Бич Арена (UMPI Smart Beach Arena). Этот новый стадион, построенный с применением современных технологий и из экологически чистых материалов, имеет трибуны со всех сторон и предназначен как для горожан, так и для туристов города.

## Трансляция
Из-за возникших проблем со спутником, турнир не транслировался в прямом эфире на сайте BSWW.

## Составы
Полный список составов всех команд-участниц можно найти на сайте BSWW.

## Групповая стадия
Жеребьевка, которая разделила команды на пять групп по четыре команды, прошла 19 апреля 2013.
Время начала всех матчей указано по местному времени Сан-Бенедетто-дель-Тронто, (UTC+1).

### Группа A
| Команда             | И | В | В+ | П | ГЗ | ГП | +/- | О |
| ------------------- | - | - | -- | - | -- | -- | --- | - |
| Локомотив           | 3 | 3 | 0  | 0 | 18 | 7  | +11 | 9 |
| Самбенедеттезе      | 3 | 1 | 0  | 2 | 16 | 13 | +3  | 3 |
| Химнастик           | 3 | 0 | 1  | 2 | 10 | 16 | -6  | 2 |
| Фалфала Кфар Кассем | 3 | 0 | 1  | 2 | 9  | 16 | -7  | 2 |

| Выходит в четвертьфинал |

| Фалфала Кфар Кассем | 1 : 8 | Локомотив                                                                             |
| ------------------- | ----- | ------------------------------------------------------------------------------------- |
| дос Сантос 19′      | Отчет | 1′ И. Леонов · 3′, 17′ Е. Шайков · 15′, 35′ Бельшиор · 28′ Маджер · 30′, 31′ Д. Шишин |

| Химнастик                      | 4 : 8 | Самбенедеттезе                                                         |
| ------------------------------ | ----- | ---------------------------------------------------------------------- |
| Фрутос 2′, 8′, 17′ · Парес 10′ | Отчет | 4′, 5′, 26′ Сория · 5′ Таварес · 16′, 17′ Йетри · 20′ Ново · 21′ Кармо |

| Локомотив                                                  | 5 : 2 | Химнастик              |
| ---------------------------------------------------------- | ----- | ---------------------- |
| А. Макаров 2′, 5′ · Ю. Горчинский 16′ · Е. Шайков 25′, 26′ | Отчет | 8′ Нуньес · 35′ Фрутос |

| Самбенедеттезе                         | 4 : 4 (доп. вр.) | Фалфала Кфар Кассем                 |
| -------------------------------------- | ---------------- | ----------------------------------- |
| Пальма 3′ · Кармо 11′, 32′ · Томео 29′ | Отчет            | 18′, 21′, 24′ дос Сантос · 31′ Ятим |
| Пенальти                               |                  |                                     |
| Сория · Пальма · Ново · Таварес        | 3 : 4            | Ятим · Соуза · Сарсур · Бадир       |

| Фалфала Кфар Кассем                    | 4 : 4 (доп. вр.) | Химнастик                        |
| -------------------------------------- | ---------------- | -------------------------------- |
| Салук 14′ · Соуза 25′, 37′ · Бадир 28′ | Отчет            | 20′, 38′ Парес · 30′, 36′ Фрутос |
| Пенальти                               |                  |                                  |
| Сарсур                                 | 0 : 1            | Моррос                           |

| Самбенедеттезе                                      | 4 : 5 | Локомотив                                              |
| --------------------------------------------------- | ----- | ------------------------------------------------------ |
| Таварес 25′ · Е. Шайков 33′ (авт.) · Сория 35′, 36′ | Отчет | 3′, 14′ А. Макаров · 8′, 10′ А. Шкарин · 20′ Е. Шайков |

### Группа B
| Команда           | И | В | В+ | П | ГЗ | ГП | +/- | О |
| ----------------- | - | - | -- | - | -- | -- | --- | - |
| Бешикташ          | 3 | 3 | 0  | 0 | 20 | 9  | +11 | 9 |
| Белененсиш        | 3 | 2 | 0  | 1 | 18 | 15 | +3  | 6 |
| Монредон Бонневен | 3 | 1 | 0  | 2 | 13 | 21 | -8  | 3 |
| Лексмакс          | 3 | 0 | 0  | 3 | 14 | 20 | -6  | 0 |

| Выходит в четвертьфинал |

| Бешикташ                                                | 5 : 4 | Лексмакс                                  |
| ------------------------------------------------------- | ----- | ----------------------------------------- |
| Зайим 1′ · Терзиоглу 18′, 32′ · Косваль 29′ · Телле 31′ | Отчет | 5′, 36′ Негара · 24′ Капсамун · 32′ Лунгу |

| Белененсиш                                          | 6 : 5 | Монредон Бонневен                        |
| --------------------------------------------------- | ----- | ---------------------------------------- |
| Майер 12′, 16′, 18′ · Сантуш 14′, 36′ · Коимбра 27′ | Отчет | 2′, 21′, 27′ Маркес · 4′ Брю · 26′ Гнепо |

| Белененсиш                 | 3 : 5 | Бешикташ                                                                   |
| -------------------------- | ----- | -------------------------------------------------------------------------- |
| Сантуш 6′ · Майер 23′, 36′ | Отчет | 5′ Косваль · 12′ Терзиоглу · 19′ Тамер Ай · 23′ Телле · 35′ (авт.) Таварещ |

| Лексмакс                               | 5 : 6 | Монредон Бонневен                                           |
| -------------------------------------- | ----- | ----------------------------------------------------------- |
| Негара 5′, 23′, 25′, 35′ · Виколас 29′ | Отчет | 4′, 20′ Де Санти · 5′, 31′ Марауи · 8′ Баррозу · 25′ Маркес |

| Монредон Бонневен         | 2 : 10 | Бешикташ                                                                                       |
| ------------------------- | ------ | ---------------------------------------------------------------------------------------------- |
| Куазиз 20′ · Де Санти 34′ | Отчет  | 4′, 26′ Терзиоглу · 8′ Телле · 9′, 9′ Зайим · 10′ Косваль · 29′, 30′, 35′ Сезер · 36′ Тамер Ай |

| Лексмакс                                       | 5 : 9 | Белененсиш                                                                                            |
| ---------------------------------------------- | ----- | --- |
| Виколас 23′ · Мирон 25′ · Негара 25′, 30′, 32′ | Отчет | 1′ Коимбра · 2′, 36′ Мария · 25′ Тавареш · 6′ (авт.) Лунгу · 7′, 19′ Сантуш · 17′ Сантана · 24′ Майер |

### Группа C
| Команда      | И | В | В+ | П | ГЗ | ГП | +/- | О |
| ------------ | - | - | -- | - | -- | -- | --- | - |
| БАТЭ         | 3 | 2 | 0  | 1 | 15 | 7  | +8  | 6 |
| Голдвин Плюс | 3 | 2 | 0  | 1 | 15 | 10 | +5  | 6 |
| Кефаллиниа   | 3 | 2 | 0  | 1 | 9  | 10 | -1  | 6 |
| Эгмонд       | 3 | 0 | 0  | 3 | 6  | 18 | -12 | 0 |

| Выходит в четвертьфинал | получает место в плей-офф по уайлд-кард |

| Кефаллиниа                                     | 3 : 2 | БАТЭ            |
| ---------------------------------------------- | ----- | --------------- |
| Салапатас 2′ · Парис 12′ · Триантафиллидис 24′ | Отчет | 10′, 14′ Ромриг |

| Эгмонд                                 | 4 : 5 | Голдвин Плюс                                                                  |
| -------------------------------------- | ----- | ----------------------------------------------------------------------------- |
| Вейкер 23′, 28′ · Грот 25′ · Рюдер 26′ | Отчет | 5′ Саланци · 6′ (авт.) Дуиндам · 23′ Андьялош · 29′ Т. Фекете · 36′ В. Фекете |

| Голдвин Плюс                           | 3 : 4 | БАТЭ                                                |
| -------------------------------------- | ----- | --------------------------------------------------- |
| Уги 2′ · В. Фекете 14′ · Т. Фекете 32′ | Отчет | 15′ Пернай · 23′ Давидович · 35′ Жечко · 35′ Ромриг |

| Кефаллиниа                                             | 4 : 1 | Эгмонд      |
| ------------------------------------------------------ | ----- | ----------- |
| Аманатидис 14′, 16′ · Папастатопулос 36′ · Николау 36′ | Отчет | 18′ Феребом |

| БАТЭ                                                                                              | 9 : 1 | Эгмонд    |
| ------------------------------------------------------------------------------------------------- | ----- | --------- |
| Хайдук 7′ · Ромриг 13′, 25′ · Миранович 16′, 30′ · Якубовский 17′, 28′ · Богайчук 29′ · Жечко 35′ | Отчет | 35′ Рюдер |

| Голдвин Плюс                                                                              | 7 : 2 | Кефаллиниа               |
| ----------------------------------------------------------------------------------------- | ----- | ------------------------ |
| Карим 10′ · Саланчи 16′ · Верньик 21′ · В. Фекете 25′ · Бесеньеи 28′, 35′ · Т. Фекете 32′ | Отчет | 6′ Парис · 36′ Плексидас |

### Группа D
| Команда          | И | В | В+ | П | ГЗ | ГП | +/- | О |
| ---------------- | - | - | -- | - | -- | -- | --- | - |
| Грассхоппер      | 3 | 2 | 1  | 0 | 25 | 18 | +7  | 8 |
| Гриффин          | 3 | 2 | 0  | 1 | 24 | 16 | +8  | 6 |
| Виареджо         | 3 | 1 | 0  | 2 | 17 | 14 | +3  | 3 |
| Сандаун Сосьедад | 3 | 0 | 0  | 3 | 13 | 31 | -18 | 0 |

| Выходит в четвертьфинал | получает место в плей-офф по уайлд-кард |

| Виареджо                             | 5 : 7 | Грассхоппер                                                                             |
| ------------------------------------ | ----- | --------------------------------------------------------------------------------------- |
| Валенти 9′, 14′ · Гори 12′, 30′, 31′ | Отчет | 14′ Оссо · 21′, 28′ Д. Станкович · 22′, 31′ Нико Альварадо · 22′ Амарелле · 30′ Хопплер |

| Сандаун Сосьедад                                                | 5 : 12 | Гриффин |
| --------------------------------------------------------------- | ------ | --- |
| А. Борсук 10′ (авт.) · Керр 3′, 33′ · Моррис 7′ · Джанкович 31′ | Отчет  | 1′, 30′ И. Борсук · 3′, 28′, 28′ Е. Еремеев · 5′, 11′, 24′ А. Борсук · 5′ Мада · 9′, 23′ В. Пантелейчук · 35′ А. Ильичев |

| Гриффин                                                                   | 6 : 6 (доп. вр.) | Грассхоппер                                                   |
| ------------------------------------------------------------------------- | ---------------- | ------------------------------------------------------------- |
| И. Борсук 1′, 32′ · А. Борсук 3′, 25′ · В. Бакуменко 22′ · Е. Еремеев 12′ | Отчет            | 3′ Спаккаротелла · 11′, 21′, 22′, 27′ Д. Станкович · 19′ Нико |
| Пенальти                                                                  |                  |                                                               |
| В. Бакуменко                                                              | 0 : 1            | Д. Станкович                                                  |

| Виареджо                                                   | 7 : 1 | Сандаун Сосьедад |
| ---------------------------------------------------------- | ----- | ---------------- |
| Рамачотти 2′ · Гори 9′, 14′, 20′, 23′, 24′ · Ди Пальма 21′ | Отчет | 23′ Корбетт      |

| Гриффин                                                                      | 6 : 5 | Виареджо                                                   |
| ---------------------------------------------------------------------------- | ----- | ---------------------------------------------------------- |
| Е. Еремеев 8′ · А. Борсук 12′, 17′ · В. Пантелейчук 13′, 36′ · И. Борсук 17′ | Отчет | 2′, 23′ Валенти · 17′ Рамачотти · 22′ Гори · 36′ Ди Пальма |

| Грассхоппер | 12 : 7 | Сандаун Сосьедад                                                    |
| --- | ------ | ------------------------------------------------------------------- |
| Амарелле 10′, 21′ · Д. Станкович 11′, 26′, 28′ · Нико Альварадо 14′, 23′, 24′ · Спаккаротелла 25′, 29′ · Сальпетер 33′, 35′ | Отчет  | 3′, 19′, 21′ Моррис · 8′ Коллинс · 15′, 17′ Корбетт · 24′ Джанкович |

### Группа E
| Команда       | И | В | В+ | П | ГЗ | ГП | +/- | О |
| ------------- | - | - | -- | - | -- | -- | --- | - |
| Грембах Лодзь | 3 | 3 | 0  | 0 | 12 | 6  | +6  | 9 |
| Террачина     | 3 | 2 | 0  | 1 | 14 | 9  | +5  | 6 |
| ФК Баку       | 3 | 0 | 1  | 2 | 7  | 9  | -2  | 2 |
| Крейсс        | 3 | 0 | 0  | 3 | 8  | 17 | -9  | 0 |

| Выходит в четвертьфинал | получает место в плей-офф по уайлд-кард |

| Грембах Лодзь                                        | 5 : 1 | Крейсс      |
| ---------------------------------------------------- | ----- | ----------- |
| Зёбер 1′, 36′ · Сагановский 14′, 35′ · Голанский 36′ | Отчет | 16′ Рубенис |

| ФК Баку   | 1 : 3 | Террачина           |
| --------- | ----- | ------------------- |
| Алиев 24′ | Отчет | 18′, 22′, 27′ Гомес |

| ФК Баку   | 1 : 2 | Грембах Лодзь               |
| --------- | ----- | --------------------------- |
| Алиев 33′ | Отчет | 25′ Сагановский · 25′ Зёбер |

| Террачина                                                            | 7 : 3 | Крейсс                                  |
| -------------------------------------------------------------------- | ----- | --------------------------------------- |
| Феуди 6′, 33′ · Гомес 17′, 17′, 32′ · Фрайнетти 18′ · Корозинити 25′ | Отчет | 3′ Рубенис · 32′ Васильев · 35′ Яковлев |

| Крейсс                                        | 4 : 5 (доп. вр.) | ФК Баку                                       |
| --------------------------------------------- | ---------------- | --------------------------------------------- |
| Травкин 16′ · Яковлев 33′, 36′ · Васильев 35′ | Отчет            | 2′ Ширинбаев · 6′, 13′ Алиев · 34′, 38′ Алиев |

| Террачина                                              | 4 : 5 | Грембах Лодзь                                                           |
| ------------------------------------------------------ | ----- | ----------------------------------------------------------------------- |
| Корозинити 21′ · Гомес 22′ · Оллея 23′ · Фрайнетти 30′ | Отчет | 5′ Мордон · 13′ Сагановский · 17′ Видзицкий · 26′ Зёбер · 31′ Олейничак |

## Стадия плей-офф
Жеребьевка для определения четвертьфинальных пар была проведена после завершения всех матчей группового этапа.
|  | Четвертьфиналы | Четвертьфиналы |             |          | Полуфиналы   | Полуфиналы   |  |  | Финал       | Финал |
|  |                |                |             |          |              |              |  |  |             |       |
|  | 18 мая 2013    |                |             |          |              |              |  |  |             |       |
|  |                |                |             |          |              |              |  |  |             |       |
|  | Грассхоппер    | 10             |             |          |              |              |  |  |             |       |
|  | Грассхоппер    | 10             | 18 мая 2013 |          |              |              |  |  |             |       |
|  | Голдвин Плюс   | 9              |             |          |              |              |  |  |             |       |
|  | Голдвин Плюс   | 9              | Грассхоппер | 4        |              |              |  |  |             |       |
|  | 18 мая 2013    |                | Грассхоппер | 4        |              |              |  |  |             |       |
|  |                | Гриффин        | 5           |          |              |              |  |  |             |       |
|  | Грембах Лодзь  | Гриффин        | 5           | 4        |              |              |  |  |             |       |
|  | Грембах Лодзь  |                | 19 мая 2013 | 4        |              |              |  |  |             |       |
|  | Гриффин        | 5              |             |          |              |              |  |  |             |       |
|  | Гриффин        | 5              | Гриффин     | 0        |              |              |  |  |             |       |
|  | 18 мая 2013    |                | Гриффин     | 0        |              |              |  |  |             |       |
|  |                | Локомотив      | 3           |          |              |              |  |  |             |       |
|  | Бешикташ (ОТ)  | Локомотив      | 3           | 4 (1)    |              |              |  |  |             |       |
|  | Бешикташ (ОТ)  | 18 мая 2013    |             | 4 (1)    |              |              |  |  |             |       |
|  | БАТЭ           | 4 (0)          |             |          |              |              |  |  |             |       |
|  | БАТЭ           | 4 (0)          | Бешикташ    | 4 (2)    | Третье место | Третье место |  |  |             |       |
|  | 18 мая 2013    |                | Бешикташ    | 4 (2)    | Третье место | Третье место |  |  |             |       |
|  |                | Локомотив (ОТ) | 4 (3)       |          |              |              |  |  |             |       |
|  | Локомотив      | Локомотив (ОТ) | 4 (3)       | 6        | Грассхоппер  | 1            |  |  |             |       |
|  | Локомотив      |                |             | 6        | Грассхоппер  | 1            |  |  |             |       |
|  | Террачина      | 0              |             | Бешикташ | 3            |              |  |  |             |       |
|  | Террачина      | 0              |             |          | 3            |              |  |  |             |       |
|  |                |                |             |          |              |              |  |  | 19 мая 2013 |       |
|  |                |                |             |          |              |              |  |  |             |       |

### Четвертьфиналы
| Грассхоппер                                                                                      | 10 : 9 | Голдвин Плюс                                                                                 |
| ------------------------------------------------------------------------------------------------ | ------ | -------------------------------------------------------------------------------------------- |
| Амарелле 3′, 35′ · Спаккаротелла 5′, 34′ · Д. Станкович 10′, 26′, 27′ · Оссо 20′ · Нико 24′, 31′ | Отчет  | 65′, 12′, 25′ Уги · 7′ Карим · 8′, 31′ Т. Фекете · 12′ Бесеньей · 27′ Андьялош · 30′ Верньик |

| Грембах Лодзь                                             | 4 : 5 | Гриффин                                                                      |
| --------------------------------------------------------- | ----- | ---------------------------------------------------------------------------- |
| Голанский 9′ · Зёбер 21′ · Выдмушек 24′ · Сагановский 35′ | Отчет | 5′ С. Романовский · 10′ В. Пантелейчук · 11′, 21′ А. Борсук · 24′ Е. Еремеев |

| Бешикташ                                            | 4 : 4 (доп. вр.) | БАТЭ                                        |
| --------------------------------------------------- | ---------------- | ------------------------------------------- |
| Сезер 18′ · Терзиоглу 23′ · Косваль 24′ · Зайим 24′ | Отчет            | 3′ Ромриг · 12′, 28′ Миранович · 36′ Пернай |
| Пенальти                                            |                  |                                             |
| Зайим                                               | 1 : 0            | Пернай                                      |

| Локомотив                                                                | 6 : 0 | Террачина |
| ------------------------------------------------------------------------ | ----- | --------- |
| Е. Шайков 2′ · А. Шкарин 8′ · Д. Шишин 10′, 11′, 26′ · Ю. Горчинский 16′ | Отчет |           |

### Полуфиналы за 5-е место
| Голдвин Плюс                    | 4 : 6 | Грембах Лодзь                                                              |
| ------------------------------- | ----- | -------------------------------------------------------------------------- |
| Уги 2′, 7′, 28′ · В. Фекете 29′ | Отчет | 2′ Голанский · 12′ Выдмушек · 13′ Сагановский · 19′ Зёбер · 23′, 35′ Баран |

| БАТЭ                     | 2 : 4 | Террачина                      |
| ------------------------ | ----- | ------------------------------ |
| Пернай 1′ · Богайчук 27′ | Отчет | 9′, 22′, 36′ Гомес · 19′ Оллея |

### Чемпионские полуфиналы
| Грассхоппер                                              | 4 : 5 | Гриффин                                          |
| -------------------------------------------------------- | ----- | ------------------------------------------------ |
| Д. Станкович 20′ · Хопплер 27′ · Амарелле 28′ · Нико 32′ | Отчет | 2′, 9′, 31′ Е. Еремеев · 6′ А. Борсук · 20′ Мада |

| Бешикташ                           | 4 : 4 (доп. вр.) | Локомотив                                      |
| ---------------------------------- | ---------------- | ---------------------------------------------- |
| Терзиоглу 4′, 9′, 26′ · Косваль 8′ | Отчет            | 1′, 26′ А. Макаров · 12′ Маджер · 15′ Бельшиор |
| Пенальти                           |                  |                                                |
| Зайим · Сезер · Торрес             | 2 : 3            | Маджер · Бельшиор · Д. Шишин                   |

### Матч за 7-е место
| Голдвин Плюс | 0 : 5 | БАТЭ                                                        |
| ------------ | ----- | ----------------------------------------------------------- |
|              | Отчет | 11′, 34′ Богайчук · 20′ Якубовский · 28′ Пернай · 33′ Жечко |

### Матч за 5-е место
| Грембах Лодзь              | 3 : 6 | Террачина                                                                      |
| -------------------------- | ----- | ------------------------------------------------------------------------------ |
| Баран 4′, 36′ · Мордон 21′ | Отчет | 15′ Спада · 28′ Оллея · 31′ Корозинити · 15′ Фрайнетти · 55′ Феуди · 36′ Гомес |

### Матч за 3-е место
| Грассхоппер | 1 : 3 | Бешикташ                    |
| ----------- | ----- | --------------------------- |
| Дай 36′     | Отчет | 18′ Торрес · 23′, 36′ Сезер |

### Финал
| Гриффин | 0 : 3 | Локомотив                                     |
| ------- | ----- | --------------------------------------------- |
|         | Отчет | 10′ Е. Шайков · 19′ А. Макаров · 36′ Бельшиор |

## Победитель
| Победитель Euro Winners Cup 2013:   |
| ----------------------------------- |
| ПФК «Локомотив» Москва Первый титул |

## Индивидуальные награды
| Лучший игрок (MVP)            | Лучший игрок (MVP) | Лучший игрок (MVP) |
| ----------------------------- | ------------------ | ------------------ |
| Егор Шайков ( Локомотив)      |                    |                    |
| Лучший бомбардир              |                    |                    |
| Деян Станкович ( Грассхоппер) |                    |                    |
| 13 голов                      |                    |                    |
| Лучший вратарь                |                    |                    |
| Виталий Сидоренко ( Гриффин)  |                    |                    |

## Итоговое положение команд
| Место | Команда       |
| ----- | ------------- |
| 1     | Локомотив     |
| 2     | Гриффин       |
| 3     | Бешикташ      |
| 4     | Грассхоппер   |
| 5     | Террачина     |
| 6     | Грембах Лодзь |
| 7     | БАТЭ          |
| 8     | Голдвин Плюс  |